# Рядчиков, Виктор Георгиевич
Виктор Георгиевич Рядчиков (6 января 1934, Москва — 9 декабря 2020, Краснодар) — советский и российский учёный, специалист по кормлению, физиологии и биохимии сельскохозяйственных животных.
Академик РАН (2013), академик РАСХН (1995), доктор биологических наук (1982), профессор (1988).
Экс-директор Северо-Кавказского научно-исследовательского института животноводства, с 1999 года заведующий кафедрой Кубанского государственного аграрного университета.
Лауреат премии Правительства Российской Федерации (2000). Заслуженный деятель науки Российской Федерации (1994).

## Биография
Окончил Московскую сельскохозяйственную академию им. К. А. Тимирязева (1957), в 1960—1963 годах аспирант там же.
С 1963 по 1969 год — научный сотрудник ВНИИ животноводства.
С 1969 по 1983 год — заведующий отделом растительного белка Краснодарского НИИ сельского хозяйства.
С 1983 по 1999 год — директор Северо-Кавказского НИИ животноводства (СКНИИЖ), генеральный директор НПО «Прогресс» СКНИИЖ.
С 1999 года — заведующий кафедрой физиологии и кормления сельскохозяйственных животных Кубанского государственного аграрного университета.
Член диссертационного совета Д 220.038.01.
Подготовил 2 доктора и 22 кандидата наук.
Состоял членом редколлегии «Вестника Курской государственной сельскохозяйственной академии».
Инициатор создания отрасли страусоводства в России.
Награжден медалью «За трудовое отличие» (1987), 2 золотыми, серебряной и бронзовой медалями ВДНХ, золотой медалью им. М. Ф. Иванова (2012).
Опубликовал около 350 научных трудов, также за рубежом, 12 монографий.
Дети В. Г. Рядчикова — дочь Мария Рядчикова, оперная певица, сын Виктор стал агрономом, есть внуки.